# Рива-дель-По
Ри́ва-дель-По (итал. Riva del Po) — коммуна в Италии, расположена в области Эмилия-Романья, подчиняется административному центру Феррара.
Население коммуны, на 01.01.2024 года, составляет 7425 человек, плотность населения ─ 66,16 чел./км². Коммуна занимает площадь 112,24 км². 
Почтовый индекс — 44033. Телефонный код — 0532.
Покровительницей коммуны почитается Мадонна делла Гальвана, день её памяти ежегодно отмечается 31 мая.

## История
Новая коммуна Рива-дель-По была образована 1 января 2019 года в результате слияния соседних муниципалитетов Берра и Ро.

## Климат
Согласно климатической классификации итальянских коммун, коммуна Рива-дель-По входит в климатическую зону E, количество градусо-дней составляет 2310.

## Демография
Название жителей коммуны — беррези, роези.

## Администрация коммуны
Главой коммуны является мэр Даниэла Симони, с 6 июня 2024 года.
Коммуна входит в Национальную ассоциацию городов со стратегическим планированием (итал. Associazione Nazionale delle
Città con pianificazione strategica).